# Leucauge brevitibialis
Leucauge brevitibialis är en spindelart som beskrevs av Albert Tullgren 1910. Leucauge brevitibialis ingår i släktet Leucauge och familjen käkspindlar. Inga underarter finns listade i Catalogue of Life.